# Roodsnavelsaltator
De roodsnavelsaltator (Saltator nigriceps) is een zangvogel uit de familie Thraupidae (Tangaren).

## Verspreiding en leefgebied
Deze soort komt voor in de vochtige bergwouden van zuidelijk Ecuador en noordwestelijk Peru.